# Індійський лавровий лист
Індійський лавровий лист (Cinnamomum tamala) — вид рослини родини лаврові.

## Назва
Відома під назвою «тамала» (англ. tamaala), малабатрум (англ. malabathrum).

## Будова
Вічнозелене дерево, що виростає 10 — 20 метрів заввишки. Стовбур може бути діаметром 20 см.

## Поширення та середовище існування
Східна Азія: Китай, Індія, Непал, Бутан. Гірські схили, вічнозелені широколистяні ліси в долинах, береги на висотах 1100—2000 метрів.

## Практичне використання
Популярна пряність на півночі Індії та Пакистану, де листя збирають з дикої природи, а також часто культивують. Пряність має назву «тамала патра».
Використовується для приготування чаю Черінгма в Бутані.
Кора та листя, які є джерелами ефірних олій, мають лікувальні властивості.

## Галерея

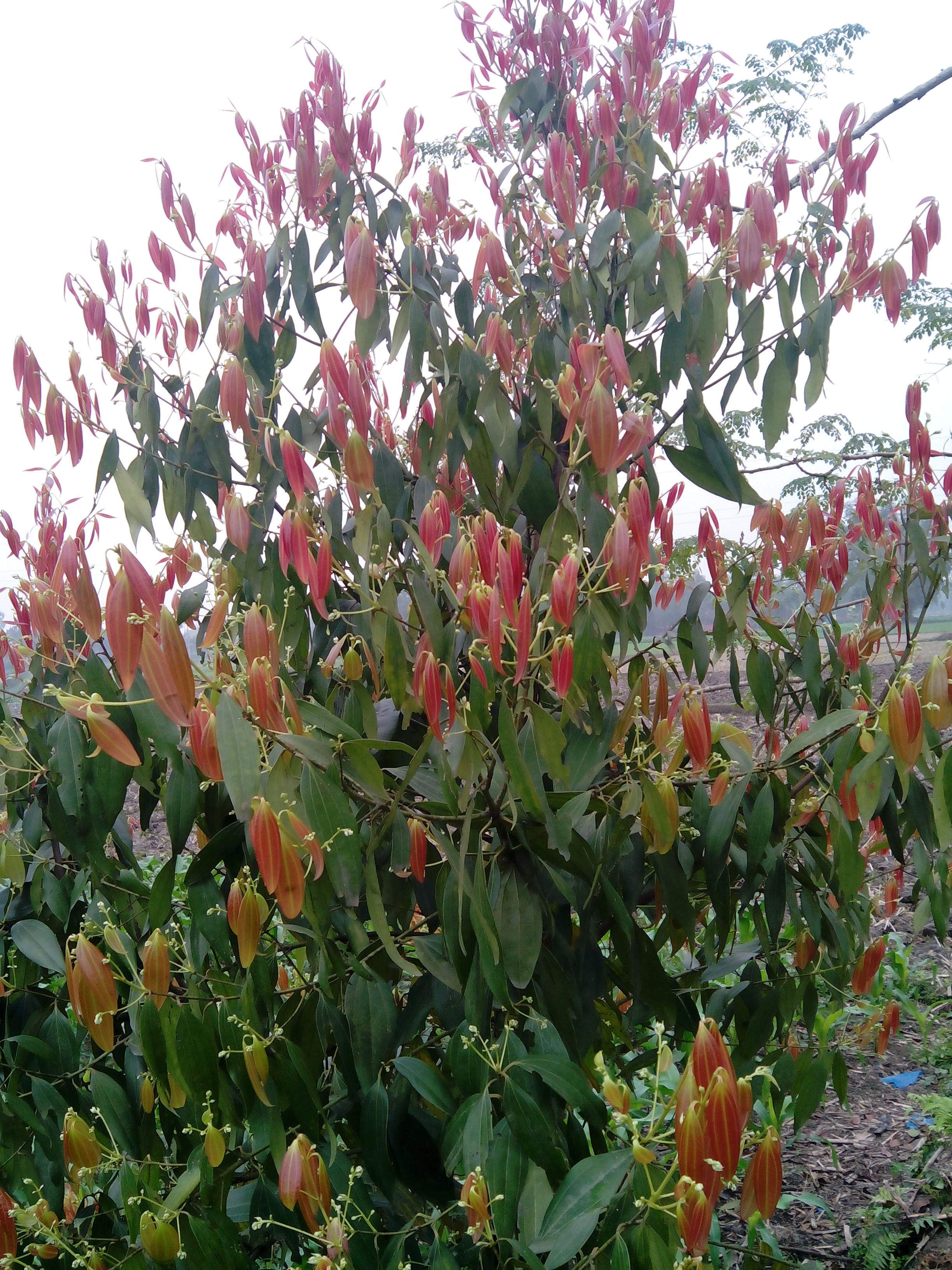
Зовнішній вигляд
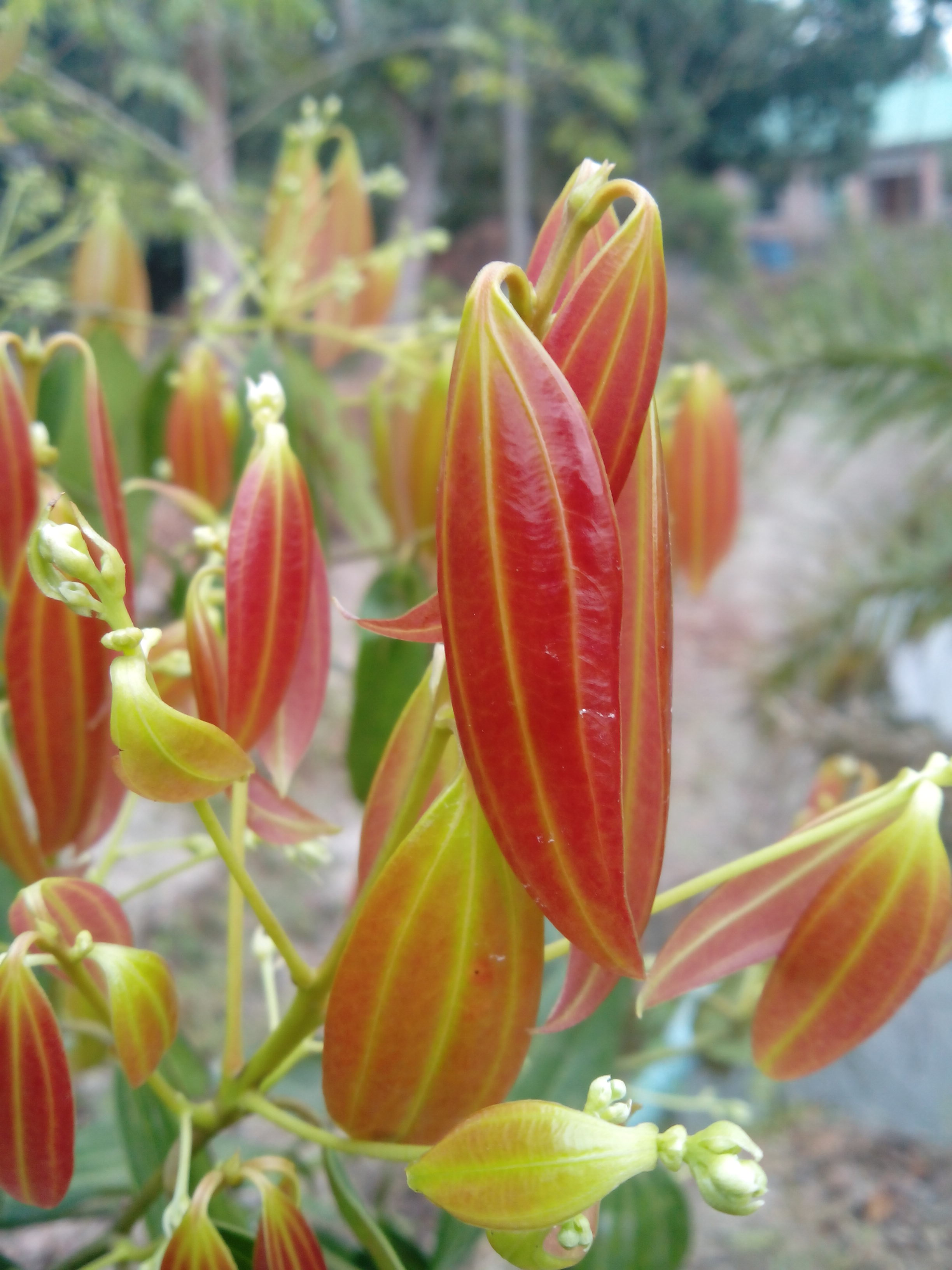
Молоді листки
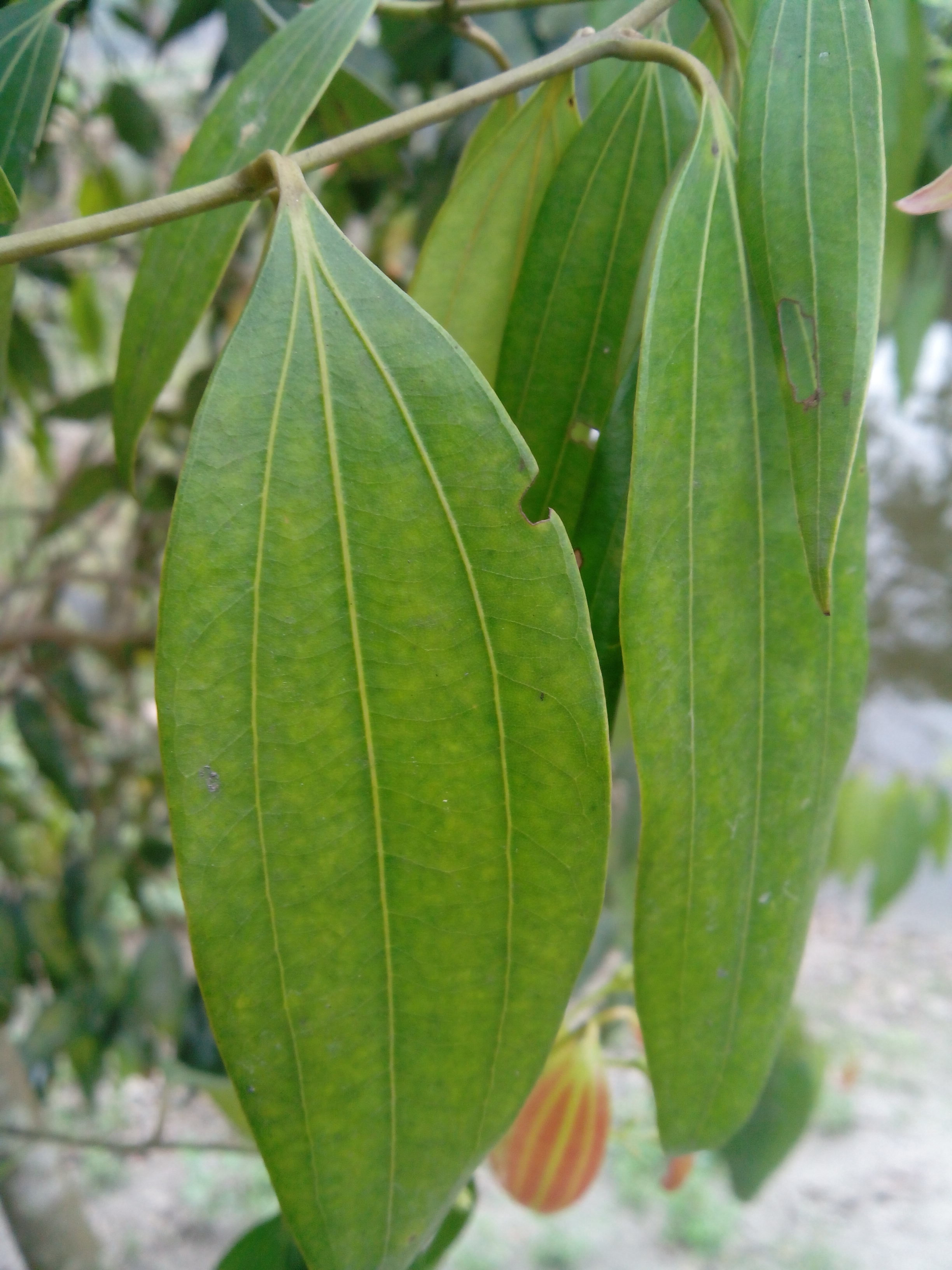
Листя